# إيلتون ميريلاتو
إيلتون ميريلاتو (13 أغسطس 1988 بساو كارلوس في البرازيل - ) هو لاعب كرة قدم برازيلي في مركز الهجوم. لعب مع نادي هيبرنيانز وموروكا سوالوز وجمعية أرابيراكا الرياضية وClube Atlético Lemense ‏.

## روابط خارجية
- إيلتون ميريلاتو على موقع قاعدة بيانات كرة القدم.إي يو (الإنجليزية)